# Moraea versicolor
Moraea versicolor là một loài thực vật có hoa trong họ Diên vĩ. Loài này được (Salisb. ex Klatt) Goldblatt miêu tả khoa học đầu tiên năm 1998.